# 徐懷祖
徐懷祖（？—？），字燕公，中國江蘇松江人。
康熙三十四年（1695年）到臺灣一年，並留下《臺灣隨筆》一文，屬於較早期的臺灣遊記文章。

## 生平
徐懷祖生平不詳，在其《臺灣隨筆》自序中稱，於康熙三十四年（1695年）前往臺之前，「乙亥之春，余再至閩漳，竊思廿載萍蹤，若燕、齊、秦、晋、魏、趙、吳、越、楚、粵、滇、黔之間，所遊歷者多矣。」
連雅堂推測他應是「遊幕之士」，而且指出「遊客著書以此為古」。

## 評價
翟灝撰《臺陽筆記》刊行時，吳錫麒作序，列舉嘉慶之前有關臺灣之書，曰：『臺灣自本朝康熙間始入版圖，又孤懸海外，詞人學士，涉歷者少；間有著為書者，如季麒光《臺灣紀略》、徐懷祖《臺灣隨筆》，往往傳聞不實，簡略失詳。唯藍鹿洲太守《平臺紀略》、黃玉圃先生《臺海使槎錄》，實皆親歷其地，故於山川、風土、民俗、物產言之為可徵信』。